# Ramphotyphlops hatmaliyeb
Espèce
Ramphotyphlops hatmaliyeb est une espèce de serpents de la famille des Typhlopidae. 

## Répartition
Cette espèce est endémique de l'État de Yap aux  États fédérés de Micronésie. Elle se rencontre sur l'Atoll Ulithi et peut-être sur l'atoll de Ngulu.

## Publication originale
- Wynn, Reynolds, Buden, Falanruw & Lynch, 2012 : The unexpected discovery of blind snakes (Serpentes: Typhlopidae) in Micronesia: two new species of Ramphotyphlops from the Caroline Islands. Zootaxa, no 3172, p. 39–54.